# Erica wendlandiana
Erica wendlandiana är en ljungväxtart som beskrevs av Johann Friedrich Klotzsch. Erica wendlandiana ingår i släktet klockljungssläktet, och familjen ljungväxter. Inga underarter finns listade i Catalogue of Life.